# Propanoate d'heptyle
Le propanoate d'heptyle est l'ester de l'acide propanoïque et de l'heptan-1-ol et de formule semi-développée CH3CH2COO(CH2)6CH3,  utilisé dans l'industrie alimentaire et dans la parfumerie comme arôme. 